# تئوری بیگ بنگ (فصل ۱۰)
فصل دهم سریال کمدی موقعیت آمریکایی تئوری بیگ بنگ از ۱۹ سپتامبر ۲۰۱۶ شروع و در ۱۱ مه ۲۰۱۷ به پایان رسید.

## بازیگران

### شخصیت‌های اصلی
- جانی گالکی در نقش دکتر لئونارد هافستادر: فیزیکدانی با ضریب هوشی ۱۷۳ که در ۲۴ سالگی دکترا گرفته‌است. او در یک آپارتمان به همراه دوست و همکارش، شلدون کوپر زندگی می‌کند.
- جیم پارسونز در نقش دکتر شلدون کوپر: فیزیکدانی که اهل تگزاس است و از بچگی نبوغ خود را نشان داده و در ۱۱ سالگی وارد کالج شده‌است. او در ۱۶ سالگی دکترا گرفته و دارای ضریب هوشی ۱۸۷ است. او فردی بسیار خودخواه و مغرور است و توانایی‌های اجتماعی کمی دارد.
- کیلی کوئوکو در نقش پنی: دختر بلوند جوان و جذابی که همسایه شلدون و لئونارد است و لئونارد از همان ابتدا عاشق پنی می‌شود. پنی قصد دارد که بازیگر شود، اما خیلی موفق نیست. برای امرار معاش به عنوان پیش‌خدمت در رستوران چیزکیک فکتوری کار می‌کند.
- سایمون هلبرگ در نقش هاوارد والوویتز: مهندس هوافضا که یهودی است و تا فصل ششم با مادرش زندگی می‌کند. برخلاف شلدون، لئونارد و راج، او دکترا ندارد و به همین خاطر مورد تمسخر دوستانش قرار می‌گیرد به خصوص شلدون. او همواره در دفاع می‌گوید که فوق‌لیسانسش را از ام‌آی‌تی گرفته و در دنیای واقعی علم نقش دارد.
- کونال نایر در نقش دکتر راجش کوتراپالی: اخترشناس اهل دهلی نو که بیشتر دوستانش او را راج صدا می‌زنند. او به همراه شلدون بر روی نظریه استرینگ کار می‌کند. او بسیار خجالتی است و در صورتی که الکل ننوشیده باشد، نمی‌تواند با زن‌ها صحبت کند. البته این مشکل او در انتهای فصل ششم حل می‌شود.
- ملیسا راوش در نقش دکتر برنادت راستنکاوسکی: یک میکروب‌شناس که در ابتدا همکار پنی در رستوران است و توسط پنی به هاوارد معرفی می‌شود. در ابتدا آن‌ها با هم خوب نمی‌سازند، اما در ادامه رابطه آن‌ها بهتر می‌شود و در انتهای فصل ۵ ازدواج می‌کنند.
- ماییم بیالیک در نقش دکتر ایمی فارا فاولر: یک عصب‌شناس که راج و هاوارد او را در اینترنت به عنوان جفت مناسب برای شلدون پیدا می‌کنند. او از خیلی جهات شبیه شلدون است، اما علایق اجتماعی بیشتری نسبت به شلدون دارد. او همچنین با برنادت و پنی یک گروه دوستی تشکیل می‌دهد و در عروسی برنادت، ساقدوش او می‌شود.
- کوین سوزمان در نقش استوارت بلوم: صاحب مغازه کمیک‌بوک‌فروشی که شلدون، هاوارد، راج و لئونارد اغلب اوقات به آن سر می‌زنند. او بسیار شبیه به آن‌هاست جز این که توانایی اجتماعی بیشتری دارد و در مدرسه طراحی رود آیلند درس خوانده.

## قسمت‌ها
| شم. کلی | شم. در فصل | عنوان                              | کارگردان        | نویسنده | تاریخ انتشار اصلی | کد تولید  | U.S. تعداد بیننده (میلیون) |
| ------- | ---------- | ---------------------------------- | --------------- | --- | ----------------- | --------- | -------------------------- |
| ۲۰۸     | ۱          | «The Conjugal Conjecture»          | Mark Cendrowski | داستان : Chuck Lorre & Steve Holland & Tara Hernandez نمایشنامۀ تلویزیونی : Steven Molaro & Eric Kaplan & Jim Reynolds                  | ۱۹ سپتامبر ۲۰۱۶   | T12.15303 | 15.82                      |
| ۲۰۹     | ۲          | «The Military Miniaturization»     | Mark Cendrowski | داستان : Chuck Lorre & Eric Kaplan & Jim Reynolds نمایشنامۀ تلویزیونی : Steven Molaro & Steve Holland & Maria Ferrari                   | ۲۶ سپتامبر ۲۰۱۶   | T12.15301 | 14.24                      |
| ۲۱۰     | ۳          | «The Dependence Transcendence»     | Mark Cendrowski | داستان : Steven Molaro & Saladin K. Patterson & Tara Hernandez نمایشنامۀ تلویزیونی : Steve Holland & Maria Ferrari & Jeremy Howe        | ۳ اکتبر ۲۰۱۶      | T12.15302 | 14.32                      |
| ۲۱۱     | ۴          | «The Cohabitation Experimentation» | Mark Cendrowski | داستان : Chuck Lorre & Dave Goetsch & Maria Ferrari نمایشنامۀ تلویزیونی : Steven Molaro & Steve Holland & Tara Hernandez                | ۱۰ اکتبر ۲۰۱۶     | T12.15304 | 14.41                      |
| ۲۱۲     | ۵          | «The Hot Tub Contamination»        | Mark Cendrowski | داستان : Chuck Lorre & Maria Ferrari & Tara Hernandez نمایشنامۀ تلویزیونی : Steve Holland & Eric Kaplan & Jim Reynolds                  | ۱۷ اکتبر ۲۰۱۶     | T12.15305 | 14.20                      |
| ۲۱۳     | ۶          | «The Fetal Kick Catalyst»          | Mark Cendrowski | داستان : Steve Holland & Tara Hernandez & Jeremy Howe نمایشنامۀ تلویزیونی : Steven Molaro & Saladin K. Patterson & Anthony Del Broccolo | ۲۷ اکتبر ۲۰۱۶     | T12.15306 | 14.31                      |
| ۲۱۴     | ۷          | «The Veracity Elasticity»          | Mark Cendrowski | داستان : Steven Molaro & Eric Kaplan & Maria Ferrari نمایشنامۀ تلویزیونی : Steve Holland & Jim Reynolds & Adam Faberman                 | ۳ نوامبر ۲۰۱۶     | T12.15307 | 14.18                      |
| ۲۱۵     | ۸          | «The Brain Bowl Incubation»        | Mark Cendrowski | داستان : Chuck Lorre & Steve Holland & Saladin K. Patterson نمایشنامۀ تلویزیونی : Steven Molaro & Maria Ferrari & Tara Hernandez        | ۱۰ نوامبر ۲۰۱۶    | T12.15308 | 14.47                      |
| ۲۱۶     | ۹          | «The Geology Elevation»            | Mark Cendrowski | داستان : Chuck Lorre & Erik Kaplan & Maria Ferrari نمایشنامۀ تلویزیونی : Steve Holland & Jim Reynolds & Jeremy Howe                     | ۱۷ نوامبر ۲۰۱۶    | T12.15309 | 14.34                      |
| ۲۱۷     | ۱۰         | «The Property Division Collision»  | Mark Cendrowski | داستان : Steve Holland & Bill Prady & Steve Goetsch نمایشنامۀ تلویزیونی : Steven Molaro & Maria Ferrari & Tara Hernandez                | ۱ دسامبر ۲۰۱۶     | T12.15310 | 14.54                      |
| ۲۱۸     | ۱۱         | «The Birthday Synchronicity»       | Nikki Lorre     | داستان : Chuck Lorre & Steve Holland & Maria Ferrari نمایشنامۀ تلویزیونی : Steven Molaro & Eric Kaplan & Tara Hernandez                 | ۱۵ دسامبر ۲۰۱۶    | T12.15311 | 15.96                      |
| ۲۱۹     | ۱۲         | «The Holiday Summation»            | Mark Cendrowski | داستان : Steven Molaro & Eric Kaplan & Tara Hernandez نمایشنامۀ تلویزیونی : Steve Holland & Maria Ferrari & Jeremy Howe                 | ۵ ژانویه ۲۰۱۷     | T12.15312 | 16.80                      |
| ۲۲۰     | ۱۳         | «The Romance Recalibration»        | Mark Cendrowski | داستان : Chuck Lorre & Dave Goetsch & Anthony Del Broccolo نمایشنامۀ تلویزیونی : Steven Molaro & Steve Holland & Saladin K. Patterson   | ۱۹ ژانویه ۲۰۱۷    | T12.15313 | 15.15                      |
| ۲۲۱     | ۱۴         | «The Emotion Detection Automation» | Mark Cendrowski | داستان : Chuck Lorre & Steven Molaro & Eric Kaplan نمایشنامۀ تلویزیونی : Steve Holland & Jim Reynolds & Saladin K. Patterson            | ۲ فوریه ۲۰۱۷      | T12.15314 | 14.66                      |
| ۲۲۲     | ۱۵         | «The Locomotion Reverberation»     | Mark Cendrowski | داستان : Chuck Lorre & Steve Holland & Jim Reynolds نمایشنامۀ تلویزیونی : Steven Molaro & Maria Ferrari & Tara Hernandez                | ۹ فوریه ۲۰۱۷      | T12.15315 | 14.15                      |
| ۲۲۳     | ۱۶         | «The Allowance Evaporation»        | Mark Cendrowski | داستان : Eric Kaplan & Maria Ferrari & Jeremy Howe نمایشنامۀ تلویزیونی : Steven Molaro & Steve Holland & Jim Reynolds                   | ۱۶ فوریه ۲۰۱۷     | T12.15316 | 13.51                      |
| ۲۲۴     | ۱۷         | «The Comic-Con Conundrum»          | Mark Cendrowski | داستان : Eric Kaplan & Saladin K. Patterson & Tara Hernandez نمایشنامۀ تلویزیونی : Steven Molaro & Steve Holland & Maria Ferrari        | ۲۳ فوریه ۲۰۱۷     | T12.15317 | 13.38                      |
| ۲۲۵     | ۱۸         | «The Escape Hatch Identification»  | Mark Cendrowski | داستان : Steven Molaro & Eric Kaplan & Anthony Del Broccolo نمایشنامۀ تلویزیونی : Steve Holland & Jim Reynolds & Tara Hernandez         | ۹ مارس ۲۰۱۷       | T12.15318 | 13.08                      |
| ۲۲۶     | ۱۹         | «The Collaboration Fluctuation»    | Mark Cendrowski | داستان : Chuck Lorre & Tara Hernandez & Giuseppe Graziano نمایشنامۀ تلویزیونی : Steven Molaro & Steve Holland & Dave Goetsch            | ۳۰ مارس ۲۰۱۷      | T12.15319 | 12.78                      |
| ۲۲۷     | ۲۰         | «The Recollection Dissipation»     | Mark Cendrowski | داستان : Eric Kaplan & Tara Hernandez & Jeremy Howe نمایشنامۀ تلویزیونی : Steven Molaro & Steve Holland & Maria Ferrari                 | ۶ آوریل ۲۰۱۷      | T12.15320 | 12.59                      |
| ۲۲۸     | ۲۱         | «The Separation Agitation»         | Mark Cendrowski | داستان : Steven Molaro & Jim Reynolds & Maria Ferrari نمایشنامۀ تلویزیونی : Steve Holland & Tara Hernandez & Jeremy Howe                | ۱۳ آوریل ۲۰۱۷     | T12.15321 | 11.89                      |
| ۲۲۹     | ۲۲         | «The Cognition Regeneration»       | Mark Cendrowski | داستان : Steve Holland & Tara Hernandez & Jeremy Howe نمایشنامۀ تلویزیونی : Dave Goetsch & Eric Kaplan & Jim Reynolds                   | ۲۷ آوریل ۲۰۱۷     | T12.15322 | 12.52                      |
| ۲۳۰     | ۲۳         | «The Gyroscopic Collapse»          | Anthony Rich    | داستان : Chuck Lorre & Steve Holland & Alex Ayers نمایشنامۀ تلویزیونی : Steven Molaro & Jim Reynolds & Saladin K. Patterson             | ۴ مه ۲۰۱۷         | T12.15323 | 12.39                      |
| ۲۳۱     | ۲۴         | «The Long Distance Dissonance»     | Mark Cendrowski | داستان : Steven Molaro & Eric Kaplan & Jim Reynolds نمایشنامۀ تلویزیونی : Chuck Lorre & Steve Holland & Tara Hernandez                  | ۱۱ مه ۲۰۱۷        | T12.15324 | 12.99                      |